# World music
Výraz world music se používá nejčastěji pro hudbu, která hudebně či literárně vychází z libovolné etnické tradice, kterou ovšem necituje doslovně, ale doplňuje ji o prvky jiných žánrů, popř. ji přenáší do jiných sociálních nebo kulturních souvislostí.

## Ostatní možné významy termínu
Jindy termín zahrnuje i následující významy:
- tradiční hudba jakékoli kultury, která ovšem respektuje hudební kořeny toho kterého místa – etnická či folklorní hudba.
- veškerá nezápadní hudba (a to včetně nezápadní populární hudby a nezápadní klasické hudby).

Výraz world music nezahrnuje:
- populární hudbu, která vznikla v západní kultuře (Evropě nebo Spojených státech, Kanadě nebo Austrálii)
- klasickou hudbu, která vznikla v západní kultuře (např. evropská vážná hudba)

Na použití termínu World Music jako "obchodní značky" se 29. června 1987 v londýnské hospodě Empress of Russia dohodla skupina hudebních publicistů, vydavatelů, distributorů, producentů a rozhlasových pracovníků.
Zavedení termínu world music se připisuje etnomuzikologovi Robertovi E. Brownovi, který ho začal používat v 60. letech.

## Důležité směry World Music
Indická hudba se stala populární na konci šedesátých let poté, co ji objevili Beatles. Byli to právě oni, kdo při svých psychedelických experimentech objevili Raviho Šankara, mistra hry na sitár. Reggae z Jamajky, směs afrických rytmů, afrokubánský pop a americký soul se objevily v 70. letech s hudbou skupin Toots a Maytals, Jimmyho Cliffa a především Boba Marleyho. Hudba jamajských ghet zachvátila hudební scénu jako bouře. Její melodičností a rytmikou se nechaly inspirovat skupiny jako Police či UB40. Kalypso z Trinidadu, vúdú z Haiti a zouk, kreolská taneční hudba z francouzských Antil jsou další vlivné styly. Hudba z Jávy a Bali se hraje na ozvučené bicí — gongy, xylofony a bubny.
Cikánská neboli romská hudba je taktéž známá na celém světě. Pod cikánskou hudbou si představujeme samozřejmě housle a cimbál. Dnes už se romská hudba na celém světě rozvinula do různých hudebních žánrů dle kontinentu kde Romové žijí: Balkán, Španělsko (např.Gypsy Kings), Francie, Německo (Gipsy Jazz).
V České republice zejména romská zpěvačka Věra Bílá a Kale – to vše je romská World Music.
Africký kontinent je bohatý na hudební tradice. Sunny Adé a Fela Kuti pomohli k popularitě nigerijské hudbě juju a Salif Keita světu představil hudbu z Mali, tzv. mandinku. Guinejský Mory Kanté byl prvním africkým hudebníkem, který zabodoval v evropských hitparádách. S písní Yeké, Yeké ho Evropa zaznamenala už v roce 1987. Talentovaný senegalský zpěvák Youssou N'dour je hvězda hudebního žánru mbalax. Roots z Ghany, soukos ze Zairu či mbira ze Zimbabwe jsou další populární africké hudební styly.
Mezi lokální žánry v USA patří cajun, zydeco a tex-mex, původní indiánské kmeny mají každý svou vlastní taneční a rituální hudbu. Mezi jihoamerické styly patří tango z Argentiny, jehož představitelem se stal hráč na akordeon Ástor Piazzolla. Také hra na Panovu flétnu z And se stala charakteristická pro jihoamerickou hudební tradici. Zastřešujícím výrazem pro spoustu latinskoamerických rytmů je salsa.
V 60. letech vznikly zajímavé skladby v rámci inkulturace křesťanství, například africká Missa Luba složená belgickým misionářem nebo jihoamerická Kreolská mše.